# ایستگاه شین-اوکوبو
ایستگاه شین-اوکوبو (به ژاپنی: 新大久保駅 Shin-Ōkubo-eki) یک ایستگاه قطار وابسته به خط یامانوته است که در شینجوکو-کو، توکیو در ژاپن واقع شده‌است.